# Nhà Metternich

Huy hiệu Thân vương xứ Metternich-Winneburg

Nhà Metternich (tiếng Đức: Haus Metternich; tiếng Pháp: Maison de Metternich) là một gia đình quý tộc lâu đời ở Đức có nguồn gốc từ Vùng Rhineland. Thành viên nổi bật nhất là Tể tướng Đế chế Áo Hoàng thân Klemens von Metternich, một nhà ngoài giao bảo thủ nổi tiếng nhất châu Âu thời tiền và hậu Napoleon, ghi dấu ấn mạnh tại Đại hội Viên (1814–1815) và giữ vai trò nhạc trưởng cân bằng quyền lực giữa các cường quốc trong suốt 3 thập kỷ. Gia tộc Metternich là một nhóm gia đình nhỏ thuộc giới quý tộc cao trong xã hội châu Âu.
Gia tộc này đã sản sinh ra một số Giám mục và Tổng giám mục vương quyền. Vào thế kỷ XVII, nhiều chi nhánh của Nhà Metternich đã được nâng lên thành Nam tước và Bá tước của Đế chế La Mã Thần thánh. Từ năm 1652, một chi nhánh trở thành nhà cai trị trực tiếp của các Lãnh địa Winneburg và Beilstein và do đó nó thuộc về giới quý tộc cao. Năm 1803, gia tộc có người được trao tước Thân vương. Dòng dõi Nam của gia tộc đã tuyệt tự sau khi Paul Alfons von Metternich-Winneburg qua đời vào năm 1992.
Wolff-Metternich zur Gracht không thuộc về gia đình Metternich, nhưng tên gọi này được đặt đến từ kết quả cuộc hôn nhân của một nữ thừa kế Metternich với gia đình Hessian Wolff von Gudenberg.